# Nobody's Perfect (canción de Hannah Montana)
«Nobody's Perfect» —en español: «Nadie es perfecto»— es una canción de la cantante estadounidense Miley Cyrus, acreditado a su personaje Hannah Montana de la serie de televisión homónima. Fue lanzada el 15 de mayo de 2007 como el primer sencillo de Hannah Montana 2 (2007), la banda sonora para su segunda temporada. Escrita por Matthew Gerrard y Robbie Nevil y producida por Gerrard, «Nobody's Perfect» analiza la importancia de superar los errores; se basa en gran medida en estilos musicales synthpop.
Los críticos de música contemporánea hablaron favorablemente de «Nobody's Perfect» en sus reseñas y apreciaron su producción en general. La pista alcanzó el puesto 27 en el Billboard Hot 100 de Estados Unidos; tras superar las ventas 906.000 copias vendidas hasta octubre de 2010, se ha convertido en la pista más exitosa de la franquicia de Hannah Montana. Una presentación en vivo de Cyrus interpretando la pista como Montana sirve como video musical que acompaña a la pista; se emitió primero en Disney Channel, aunque luego se incluyó en el catálogo de Vevo. La canción también se interpretó durante la gira Best of Both Worlds Tour de Cyrus (2007-08). 

## Antecedentes y composición
En Hannah Montana, Miley Cyrus interpreta al personaje de Miley Stewart, una adolescente que vive una doble vida secreta como la estrella del pop Hannah Montana. Cyrus afirmó que "la mayoría de las canciones de la primera temporada reflejan el programa, con Miley o Hannah asegurándose de que la otra no sea atrapada o lo que sea", y opinó que las pistas brindaron a los productores de la serie la oportunidad de "asegurarse de que todos entendieran los personajes". En comparación, Cyrus describió el material utilizado durante la segunda temporada como "más hablar con los fans".
«Nobody's Perfect» fue escrita y producida por Matthew Gerrard; además, supervisó su mezcla y programación, e interpretó la guitarra, el bajo y los teclados. Greg Critchley tocó la batería, mientras que Marco Luciana se encargó de los teclados y Ashley Sauning contribuyó con los coros. «Nobody's Perfect» aparece como la segunda pista de Hannah Montana 2 con una duración de tres minutos y veinte segundos. Está escrita en la tonalidad de Do menor con la voz de Cyrus que abarca dos octavas desde C4 a D5. La canción fue descrita por Allmusic como "pop impulsado por sintetizadores", y analiza la importancia de superar los errores.

## Recepción
«Nobody's Perfect» recibió críticas generalmente favorables de los críticos de música contemporánea. Al escribir para AllMusic, Heather Phares apreció la incorporación de "pop brillante impulsado por sintetizadores", al que atribuyó el mérito de "[hacer que] la primera banda sonora fuera un éxito". Shirley Halperin de Entertainment Weekly compartió un sentimiento similar y lo describió como "pop candy puro". Bob Waliszewski y Bob Smithouser de Plugged In clasificaron a «Nobody's Perfect» como "contenido prosocial", donde "en lugar de [golpearse] a sí misma por los errores, la cantante reconoce que 'Nadie es Perfecto' a través de la letra 'Todo el mundo tiene esos días' y 'Se vive y se aprende'".
«Nobody's Perfect» se ubicó en el puesto 27 en el Billboard Hot 100 de Estados Unidos y alcanzó los números 14 y 25 en las listas de Billboard Digital Songs y Pop 100, respectivamente. Para octubre de 2010, la canción vendió 906.000 copias en los Estados Unidos, convirtiéndose en la canción más exitosa de la franquicia Hannah Montana. «Nobody's Perfect» también se ubicó en los números 73 y 87 en las listas Canadian Digital Song Sales y Australian ARIA Charts, respectivamente. El 10 de marzo de 2023, como forma de celebración del lanzamiento del octavo álbum de estudio de Miley Cyrus Endless Summer Vacation y su especial de documental-concierto Miley Cyrus – Endless Summer Vacation (Backyard Sessions) en Disney+, la canción fue certificada como sencillo de platino por la Asociación de la Industria Discográfica de Estados Unidos tras vender más de 1 millón de unidades en ese país.

## Promoción
La canción fue interpretada en vivo en la apertura de los Disney Channel Games 2007, también en la presentación televisada en el Koko Club en Londres, Inglaterra y fue interpretada en vivo a lo largo de la gira Best of Both Worlds Tour. En la serie de Hannah Montana, Nobody's Perfect fue escrita por el padre de Miley Stewart, Robby. La canción se escuchó por primera vez en el episodio "Get Down, Study-udy-udy", donde Miley le cambia la letra a la canción para poder memorizar los huesos del cuerpo humano para un examen de biología, esta canción se llama "The Bone Dance". La canción es alabada por los Jonas Brothers en el episodio "Me and Mr. Jonas and Mr. Jonas and Mr. Jonas", en donde Kevin calificó a Robby de "genio" por haber escrito la canción. Además se grabó un video musical en promoción de la canción el cual fue estrenado el 20 de marzo de 2007 en Disney Channel.

## Video musical
El video musical de Nobody's Perfect hizo su estreno el 20 de marzo de 2007, a la par con el lanzamiento del Special Edition del primer soundtrack, Hannah Montana. El video musical fue filmado el 14 de noviembre de 2006 en Anaheim, California.
El video musical recrea un concierto en vivo de Hannah, comienza cuando Hannah sale a través de unas cortinas, luego al entonar la canción baja por las escaleras al escenario principal, comienza una coreografía simulando estar en una alfombra roja mientras los bailarines varones simulan ser paparazzi, recorre el escenario completo y finaliza en las escaleras sonriendo.

## Formatos y lista de canciones
1. «Nobody's Perfect» (Álbum Versión) - 3:20
2. «Nobody's Perfect» (Chris Cox Remix) - 3:57
3. «Nobody's Perfect» (Live Version) - 3:33

## Créditos y personal
Créditos adaptados de las notas de Hannah Montana 2.
Grabación
- Masterizado en Capitol Mastering (Hollywood, California)

Personal
- Hannah Montana – voz principal
- Greg Critchley – batería
- Matthew Gerrard – compositor, productor, mezcla, guitarra, bajo, teclado, programación
- Marco Luciana – teclado
- Robbie Nevil – compositor
- Ashley Sauning – corista

## Posicionamiento en listas
| País (Lista 2007–08)                 | Mejor posición | Ref    |
| ------------------------------------ | -------------- | ------ |
| Australia (ARIA Charts)              | 87             | [ 13 ] |
| Canadá (Canadian Digital Song Sales) | 73             | [ 15 ] |
| Estados Unidos (Billboard Hot 100)   | 27             | [ 9 ]  |
| Estados Unidos (Digital Song Sales)  | 14             | [ 10 ] |
| Estados Unidos (Pop 100)             | 25             | [ 11 ] |

## Certificaciones
| País (Organismo certificador) | Certificaciones | Ventas certificadas | Ref.   |
| ----------------------------- | --------------- | ------------------- | ------ |
| Estados Unidos (RIAA)         | Platino         | 1 000               | [ 14 ] |

## Historial de lanzamientos
| País           | Fecha              | Formato          | Discográfica        | Ref.  |
| -------------- | ------------------ | ---------------- | ------------------- | ----- |
| Estados Unidos | 15 de mayo de 2007 | Descarga digital | Walt Disney Records | [ 1 ] |